# Flavio Parenti
Flavio Parenti (París, 19 de mayo de 1979) es un actor italiano.

## Biografía
Tras trabajar en el campo de la publicidad, en 2002 debutó en el teatro con Madre Coraje y sus hijos de Bertolt Brecht, de la que también fue ayudante de dirección. Desde entonces ha trabajado como actor de cine y teatro, pero también productor y director de teatro. En efecto, se inició en el teatro como asistente de dirección de Maurizio Nichetti, Matthias Langhoff y Marco Sciaccaluga. Más tarde fundó la asociación cultural NoNameS, con la que produjo y dirigió su primer espectáculo: "El dragón", de Evegenij Schwarz. En 2008 apareció por primera vez en la pantalla grande con la película Háblame del amor, dirigida por Silvio Muccino. También fue coprotagonista de la película Colpo d'occhio, dirigida por Sergio Rubini, y tuvo un papel pequeño en Sangre de los vencidos, de Michele Soavi. 
En 2009 interpretó papeles en películas como Io sono l'amore, dirigida por Luca Guadagnino, o Las sombras rojas, de Citto Maselli. En 2012 protagonizó la película To Rome with Love, de Woody Allen. Un año más tarde, en 2013 participó en la película de Peter Greenaway Goltzius and the Pelican Company, y en 2017 interpretó a Raffaello Sanzio como protagonista de la película Raffaello - El príncipe de las artes en 3D .
En 2021 participó en la serie de televisión Leonardo, emitida en Rai 1.

## Filmografía

### Cine
- Háblame de amor, dirigida por Silvio Muccino (2008)
- El gran espectáculo, dirigido por Andrea De Sica - cortometraje (2008)
- Mirada, dirigida por Sergio Rubini (2008)
- La sangre de los vencidos, dirigida por Michele Soavi (2008)
- Tris de mujeres y vestidos de novia, dirigida por Vincenzo Terracciano (2009)
- Yo soy el amor, dirigida por Luca Guadagnino (2009)
- Las sombras rojas, dirigida por Citto Maselli (2009)
- Otro mundo, dirigida por Silvio Muccino (2010)
- A Roma con amor, dirigida por Woody Allen (2012)
- Goltzius and the Pelican Company, dirigida por Peter Greenaway (2012)
- Marvelous Boccaccio, dirigida por Paolo y Vittorio Taviani (2015)
- El espacio entre, dirigida por Ruth Borgobello (2016)
- Raphael - El Príncipe de las Artes en 3D, dirigida por Luca Viotto (2017)
- Superhéroes, dirigida por Paolo Genovese (2021)
- Darkling (Mrak), dirigida por Dusan Milic (2022)

### Televisión
- Room Café varios directores (2005)
- Radio Sex varios directores (2006)
- Éramos sólo mil, dirigida por Stefano Reali (2006)
- Un médico de familia, varios directores - Serie de TV (2007, 2014-2016)
- Einstein, dirigida por Liliana Cavani - miniserie de TV (2008)
- Servicios sagrados, dirigida por Vincenzo Marano (2009)
- Barrio de la Policía, dirigida por Alberto Ferrari - Serie de TV (2009-2010)
- Cenicienta, dirigida por Christian Duguay - Miniserie de TV (2011)
- Running life, dirigida por Fabrizio Costa (2012)
- Una boda, dirigida por Pupi Avati - Serie de TV (2013-2014)
- Un marido es demasiado, dirigida por Luca Ribuoli (2014)
- Seven and Me, dirigida por Luc Chalifour y Tarik Hamdine - Serie de TV (2016-2017)
- 1993, dirigida por Giuseppe Gagliardi - serie de televisión, 6 episodios (2017)
- Mientras yo estaba fuera, dirigida por Michele Soavi - Serie de TV (2019)
- Maravillas - La península de los tesoros (2019, 2021)
- Ulises - El placer del descubrimiento (2020)
- Leonardo , dirigida por Daniel Percival – Serie de TV, 4 episodios (2021)